# Tomo Morimoto
Tomo Morimoto (森本友; Morimoto Tomo; Shisō, 27 december 1983) is een Japanse marathonloopster.

## Loopbaan
Bij haar marathondebuut in januari 2006 op de marathon van Osaka werd Morimoto vijfde in 2:27.46. Later dat jaar won zij de marathon van Wenen. Met haar 2:24.33 had ze iets meer dan een minuut nodig dan het parcoursrecord van 2:23.47, dat sinds 2000 in handen is van de Italiaanse Maura Viceconte. Wegens blessures kon ze het jaar erop haar overwinning niet verdedigen. Weer een jaar later werd ze tweede in 2:29.01 achter Luminita Talpos.
In 2008 was Morimoto de beste Japanse op de marathon van Osaka met een tweede plaats in 2:25.34. Bij de selectie voor de Olympische Spelen van Peking moest ze echter haar landgenote Yurika Nakamura voor laten gaan.
Tomo Morimoto loop voor het warenhuis Tenmaya.

## Persoonlijke records
| Onderdeel      | Prestatie | Datum           | Plaats  |
| -------------- | --------- | --------------- | ------- |
| 10.000 m       | 32.55,75  | 18 mei 2008     | Miyoshi |
| 20 km          | 1:08.20   | 28 januari 2007 | Osaka   |
| halve marathon | 1:12.05   | 28 januari 2007 | Osaka   |
| 25 km          | 1:26.05   | 27 januari 2008 | Osaka   |
| 30 km          | 1:43.22   | 26 april 2009   | Londen  |
| marathon       | 2:24.33   | 7 mei 2006      | Wenen   |

## Palmares

### halve marathon
- 2004: 10e halve marathon van Okayama - 1:12.17
- 2005: 36e halve marathon van Yamaguchi - 1:15.27
- 2005: 14e halve marathon van Sapporo - 1:13.19
- 2005: 10e halve marathon van Okayama - 1:14.16
- 2006: 14e halve marathon van Yamaguchi - 1:12.17
- 2006: 23e halve marathon van Sapporo - 1:14.51
- 2009: 34e halve marathon van Yamaguchi - 1:15.00
- 2009: 19e halve marathon van Sapporo - 1:13.58
- 2010: 8e halve marathon van Sapporo - 1:13.31
- 2010: 4e halve marathon van Shibetsu - 1:14.57

### marathon
- 2006: 5e marathon van Osaka - 2:27.46
- 2006:  marathon van Wenen - 2:24.33
- 2007: 12e marathon van Osaka - 2:38.24
- 2008:  marathon van Osaka - 2:25.34
- 2008:  marathon van Wenen - 2:29.01
- 2009: 8e marathon van Londen - 2:26.29
- 2010:  marathon van Berlijn - 2:26.10
- 2011:  marathon van Hokkaido - 2:33.45